# James Hugh Ryan
James Hugh Ryan (Indianapolis, 15 dicembre 1886 – Omaha, 23 novembre 1947) è stato un arcivescovo cattolico statunitense.

## Biografia
Monsignor James Hugh Ryan nacque a Indianapolis il 15 dicembre 1886 da John Marshall Ryan e Brigid (nata Roger). Suo padre lavorava come sovrintendente della Lake Erie and Western Railroad.

### Formazione e ministero sacerdotale
Studiò all'Università Duquesne di Pittsburgh e al seminario "Mount St. Mary of The West" a Cincinnati. Proseguì quindi gli studi a Roma. Nel 1906 conseguì la licenza e nel 1909 il dottorato in sacra teologia presso il Pontificia università urbaniana. Nel 1908 aveva ottenuto un dottorato di ricerca presso la Pontificia Università Gregoriana.
Il 5 giugno 1909 fu ordinato presbitero a Roma. Dopo il suo ritorno in patria, fu cappellano delle Suore della Provvidenza di Saint Mary-of-the-Woods e professore di psicologia al Saint Mary-of-the-Woods College dal 1911 al 1921. Nel 1922 iniziò la sua carriera all'Università Cattolica d'America di Washington con una cattedra di filosofia. Nel 1926 divenne professore associato della stessa materia.
Nel luglio del 1928 venne nominato rettore dell'università. Durante la sua amministrazione riorganizzato e ricostruito l'università, istituendo corsi di infermieristica e una scuola di lavoro sociale e ampliando la scuola di laurea riuscendo così ad ammettere 800 studenti. Divenne una figura ben nota e potente a Washington. Un giorno venne ricevuto anche dal presidente Franklin Delano Roosevelt, erano presenti anche l'ambasciatore tedesco Hans Luther, l'assistente procuratore generale Joseph B. Keenan, il giudice Pierce Butler, il generale James Farley, il segretario Henry A. Wallace e il canonico Anson Phelps Stokes. Dal 1920 al 1928 fu primo segretario esecutivo del Consiglio nazionale del welfare cattolico. Nel 1927 venne nominato prelato domestico e nel 1929 e protonotario apostolico.

### Ministero episcopale
Il 15 agosto 1933 papa Pio XI lo nominò vescovo titolare di Modra. Ricevette l'ordinazione episcopale il 25 ottobre successivo nel santuario nazionale dell'Immacolata Concezione dal vescovo di Indianapolis Joseph Chartrand, coconsacranti il vescovo di Brooklyn Thomas Edmund Molloy e il vescovo ausiliare di Brooklyn Joseph Elmer Ritter.
In seguito alla promozione di monsignor Joseph Rummel ad arcivescovo di New Orleans nel marzo 1935, il 3 agosto di quell'anno papa Pio XI lo nominò vescovo di Omaha. Nel 1939 venne mandato in America meridionale per "sviluppare relazioni culturali" a nome della Chiesa cattolica americana e del Dipartimento di Stato degli Stati Uniti d'America. Dopo il suo ritorno, dichiarò: "Sono state poste le fondamenta per un fronte cattolico per proteggere la democrazia in questo emisfero".
Quando il 4 agosto 1945 Omaha venne elevata al rango di arcidiocesi metropolitana, monsignor Ryan ne divenne primo arcivescovo metropolita.
Morì il 23 novembre 1947 all'età di 60 anni per un infarto. È sepolto nel Calvary Cemetery di Omaha.

## Genealogia episcopale
La genealogia episcopale è:
- Cardinale Scipione Rebiba
- Cardinale Giulio Antonio Santori
- Cardinale Girolamo Bernerio, O.P.
- Arcivescovo Galeazzo Sanvitale
- Cardinale Ludovico Ludovisi
- Cardinale Luigi Caetani
- Cardinale Ulderico Carpegna
- Cardinale Paluzzo Paluzzi Altieri degli Albertoni
- Papa Benedetto XIII
- Papa Benedetto XIV
- Cardinale Enrico Enriquez
- Arcivescovo Manuel Quintano Bonifaz
- Cardinale Buenaventura Córdoba Espinosa de la Cerda
- Cardinale Giuseppe Maria Doria Pamphilj
- Papa Pio VIII
- Papa Pio IX
- Cardinale Raffaele Monaco La Valletta
- Cardinale Diomede Angelo Raffaele Gennaro Falconio, O.F.M.Ref.
- Vescovo Joseph Chartrand
- Arcivescovo James Hugh Ryan